# Vito Žuraj
Vito Žuraj (* 7. Mai 1979 in Maribor, Slowenien) ist ein slowenischer Komponist.

## Leben
Žuraj studierte von 1997 bis 2002 Komposition und Musiktheorie bei Marko Mihevc an der Musikakademie Ljubljana, Slowenien. Danach setzte er von 2001 bis 2004 sein Kompositionsstudium an der Hochschule für Musik Carl Maria von Weber Dresden bei Jörg Herchet und Lothar Voigtländer fort. Es folgte ein Aufbaustudium in Komposition (2004–2006) bei Wolfgang Rihm und ein Studium der Musikinformatik (2006–2009) bei Thomas Alexander Troge, beides an der Hochschule für Musik Karlsruhe. 2009 bis 2010 war Žuraj Stipendiat bei der „Internationale Ensemble Modern Akademie“.
Von 2010 bis 2012 hatte er ein Stipendium der „Deutsche Bank Stiftung Akademie Musiktheater heute“ inne.
2012 wurde Vito Žuraj beim „57. Kompositionspreis der Landeshauptstadt Stuttgart“ für sein Werk „Changeover“ mit dem 1. Preis ausgezeichnet. Die Deutsche Akademie Rom Villa Massimo wählte Žuraj für das Jahr 2014 als Stipendiat für die Villa Massimo in Rom aus. Er erhielt 2012 das Wolfgang-Rihm-Stipendium der Hoepfner-Stiftung und 2016 den Claudio-Abbado-Kompositionspreis der Orchester-Akademie der Berliner Philharmoniker.
Seit 2007 ist Vito Žuraj auch in der Lehre tätig. Zunächst als Lehrbeauftragter für Instrumentenkunde, Instrumentation und Gregorianischen Choral an der Hochschule für Musik Karlsruhe, ab 2014 als Lehrbeauftragter für Musiktheorie an der Musikakademie Ljubljana.

## Werke (Auswahl)
- Changeover (2011)
- Orlando. Das Schloss (Oper in einem Akt; Libretto von Alexander Stockinger) für sechs Stimmen, gemischten Chor, Elektronik und Orchester (2012/13)
- Hawk-eye, Konzert für Horn und Orchester (2014)
- Unveiled, Konzert für Violoncello und Orchester (2020/21)
- Blühen (Oper; Libretto von Händl Klaus nach Thomas Manns Erzählung Die Betrogene). Uraufführung an der Oper Frankfurt im Bockenheimer Depot am 22. Januar 2023. Regie: Brigitte Fassbaender